# Nesterov (ville)
Pour les articles homonymes, voir Nesterov.
Nesterov (en russe : Нестеров ; en allemand : Stallupönen ; en lituanien : Stalupėnai ; en polonais : Stołupiany) est une ville dans l'est de l'oblast de Kaliningrad, en Russie, et le chef-lieu du raïon de Nesterov. Sa population s'élevait à 4 436 habitants en 2013.

## Géographie
La ville est située dans la partie nord-est de la région historique de Prusse, près de la frontière russo-lituanienne. Elle se trouve à 133 km à l'est de Kaliningrad et à 963 km à l'ouest de Moscou.
La gare de Nesterov se trouve sur la ligne de Prusse-Orientale, aujourd'hui la voie ferrée reliant l'oblast de Kaliningrad à Moscou. La ville est traversée par la route fédérale A229 de Kaliningrad à Tchernychevskoïe et la frontière avec la Lituanie, une section de la route européenne 28.

## Histoire

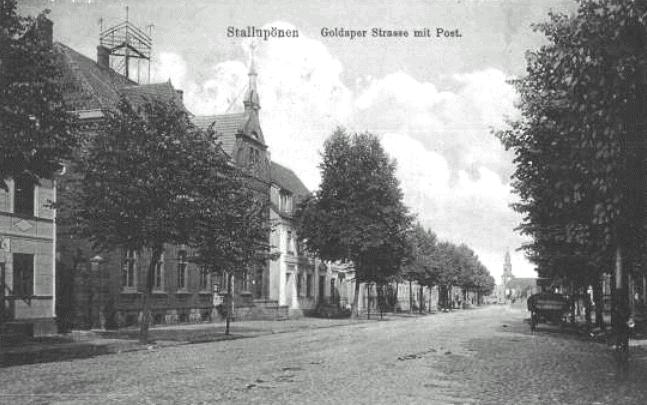
Stallupönen vers 1900.

Au Moyen Âge, la région était occupée par la tribu nadruvienne des Prussiens. Elle fut conquise par les chevaliers teutoniques qui incorporèrent le territoire à leur État monastique. Après la sécularisation des terres de l'Ordre teutonique, en 1525, il fit partie du duché de Prusse. Le lieu de Stallupenn ou Stallupönen, d'après le nom d'une rivière proche (Stalupe en vieux-prussien), fut mentionné pour la première fois dans un acte de l'an 1539. Plus tard, la municipalité obtint le droit de tenir marché.
En 1618, les Hohenzollern du Brandebourg héritèrent de la Prusse. La ville fit ensuite partie de l'État de Brandebourg-Prusse puis, dès 1701, du royaume de Prusse. Après une visite du roi Frédéric-Guillaume Ier, le bourg  est élevé au rang de ville le 22 juin 1722. Un grand nombre de réfugiés protestants (Exulanten) originaires de l'archevêché de Salzbourg se sont établis dans la région. Stallupönen est administrée dans le cadre de la province de Prusse-Orientale à partir de 1773.
En juin 1812, la Grande Armée de Napoléon Ier passa par Stallupönen au départ de l'invasion de la Russie. À la suite des réformes prussiennes en 1815, elle fut le chef-lieu de l'arrondissement de Stallupönen dans le district de Gumbinnen. Après l'unification allemande, en 1871, la ville fit partie du Reich.

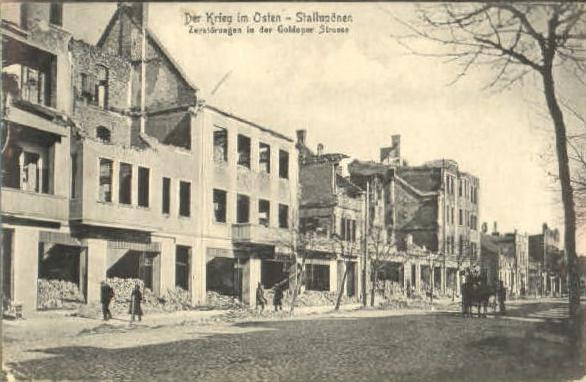
Destructions de Stallupönen pendant la Première Guerre mondiale.

Au début de la Première Guerre mondiale, en août 1914, la ville et ses environs furent un point focal de la bataille de Stalluponen entre les armées des empires russe et allemand, sur le front de l'Est. En raison de présence d'une minorité lituanienne, la république de Lituanie tenta, mais sans succès, d'obtenir que l'Allemagne lui cède la ville après la guerre. En 1938, estimant que le nom Stallupönen ne sonnait pas suffisamment « allemand », les autorités du Troisième Reich la rebaptisèrent Ebenrode.
La ville fut envahie par l'Armée rouge à la fin de la Seconde Guerre mondiale. Le Nord de la Prusse-Orientale fut annexé par l'Union soviétique en 1945 et forma l'oblast de Kaliningrad de la RSFSR. Ebenrode, dont les habitants allemands furent évacués ou expulsés vers l'ouest, fut renommée Nesterov. Ce nom est celui d'un combattant soviétique tué dans les environs, Sergueï Nesterov.
Aujourd'hui Nesterov est le centre administratif du raïon de Nesterov et l'un des centres culturels de la minorité lituanienne de Russie.

## Population
Recensements (*) ou estimations de la population
| 1875  | 1880  | 1890  | 1910  | 1933  |
| ----- | ----- | ----- | ----- | ----- |
| 3 763 | 3 997 | 4 673 | 5 646 | 6 294 |

| 1939  | 1959* | 1970* | 1979* | 1989* |
| ----- | ----- | ----- | ----- | ----- |
| 6 644 | 3 205 | 4 004 | 4 745 | 4 826 |

| 2002* | 2010* | 2012  | 2013  | - |
| ----- | ----- | ----- | ----- | - |
| 5 049 | 4 595 | 4 514 | 4 436 | - |

## Personnalités
- Felix Steiner (1896-1966), officier de la Waffen-SS ;
- Klaus Theweleit (né en 1942), théoricien de la littérature, théoricien de la culture et écrivain.